# ホーン航空基地
NATOホーン航空基地（ドイツ語: NATO-Flugplatz Hohn）は、ドイツ連邦共和国シュレースヴィヒ＝ホルシュタイン州レンツブルク近郊のホーンに所在する軍用飛行場。

## 配置部隊・機関
- フーゴー・ユンカース兵営
  - 第63空輸航空団（空軍）
- レンツブルク連邦軍業務センター分所（国防施設管理・環境保護部）